# Cathédrale Sainte-Marie de Calahorra
Cette  cathédrale n’est pas la seule cathédrale Sainte-Marie.
La cathédrale Sainte-Marie est la cathédrale de la ville de Calahorra, dans la communauté autonome de La Rioja, en Espagne. Elle partage le siège du diocèse de Calahorra et La Calzada-Logroño avec celle de Santo Domingo de la Calzada et la cocathédrale de Logroño.

## Description
La cathédrale est dédiée à Marie, mais les véritables protagonistes sont les saints martyrs Chélidoine et Hémétère. Selon la tradition, l'église aurait été batie à l'emplacement de leur martyre, sur les rives de la rivière Cidacos. Cela expliquerait son emplacement inhabituel en dehors du noyau urbain.
Avant l'actuelle cathédrale, il y avait donc un petit édifice du IVe siècle, sans doute un oratoire, qui, au fil du temps, s'est transformé en une cathédrale romane du XIe dont aucun vestige significatif n'a été conservé. Les travaux ultérieurs ont commencé à la fin du XVe siècle (1484), et se sont développés par étapes successives jusqu'au début du XVIIIe, près de deux cents ans en tout. C'est pourquoi, différents modèles architecturaux coexistent (principalement le gothique tardif) et l'ensemble a une allure éclectique. 
En 1900, la cathédrale fut touchée par un incendie.

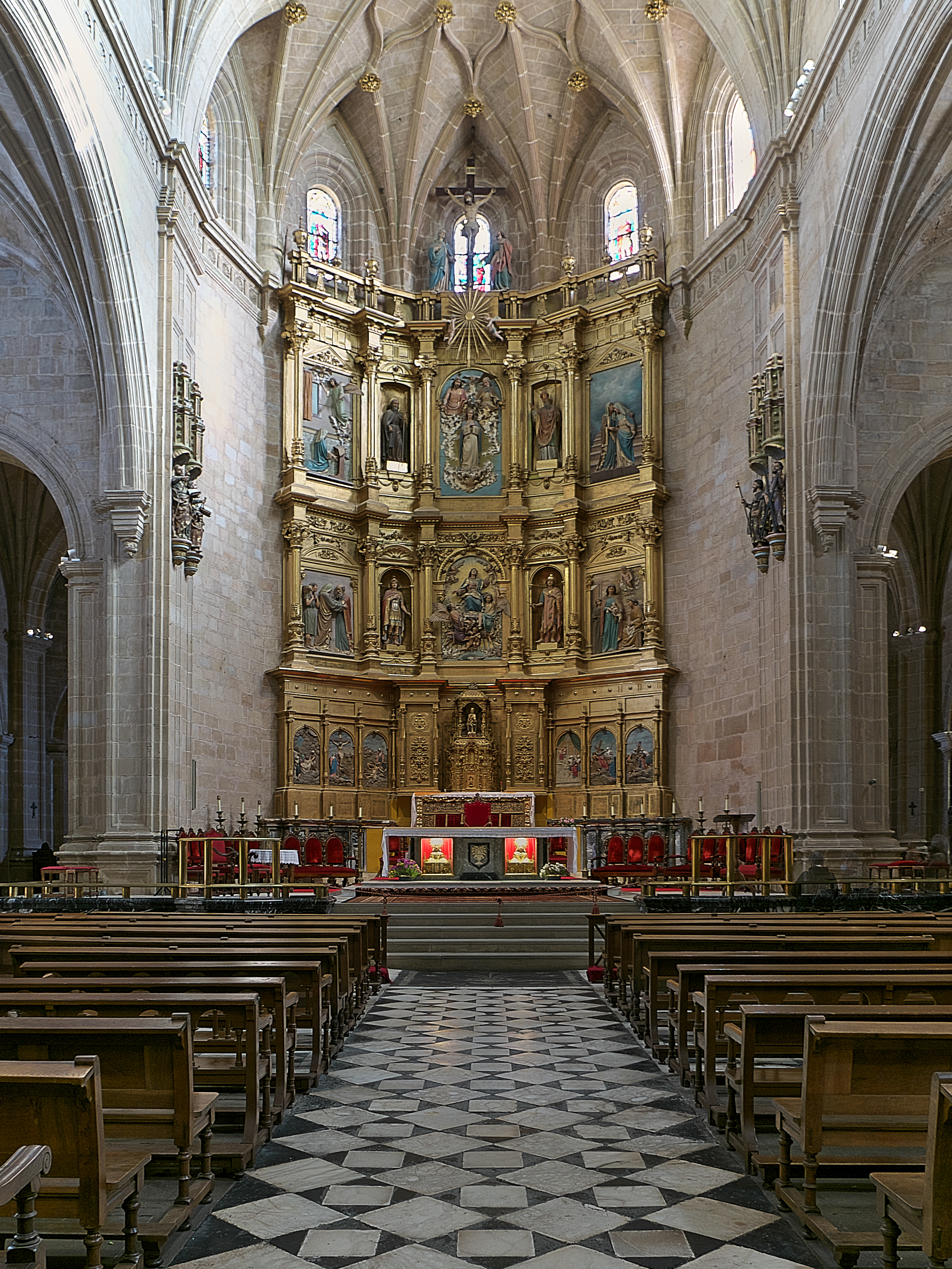
Nef et chœur avec retable.

En 1931, elle a été déclarée monument national.
Il s'agit d'un édifice à trois nefs avec des chapelles latérales et un déambulatoire autour du maître-autel. Il possède également un cloître attenant sur le flanc sud, qui est incomplet. La construction a commencé au XVe siècle et les travaux des nefs, couvertes de voûtes en étoile, datent pour l'essentiel du XVIe, ainsi que le cloître inachevé. Les chapelles du déambulatoire et la façade principale datent du XVIIe siècle tandis que du XVIIIe subsistent quelques ajouts comme la sacristie et une grande partie de la décoration intérieure.

### Source
- (ca) Cet article est partiellement ou en totalité issu de l’article de Wikipédia en catalan intitulé « Catedral de Calahorra » (voir la liste des auteurs).